# 航空事故の一覧 (1959年以前)
本項では、日本以外で発生した民間航空機やゼネラル・アビエーションの航空事故のうち、1959年以前のものについて記述する。
本項以外の航空事故については以下を参照。
- 航空事故の一覧 (1960年から1979年) - 1960年から1979年までに発生した航空事故
- 航空事故の一覧 (1980年から1999年) - 1980年から1999年までに発生した航空事故
- 航空事故の一覧 (2000年から2019年) - 2000年から2019年までに発生した航空事故
- 航空事故の一覧 (2020年以降) - 2020年以降に発生した航空事故

## 凡例
1. 事故発生日
2. 航空会社と便名もしくは機体記号または機体名
3. 製造元と機種
4. 犠牲者数
5. 事故の状況
6. 個別の記事がある場合には詳細として内部リンク

## 1919年以前

### 1785年
- 1785年6月
  - 機種： ロジェ気球のプロトタイプ
  - 死者： ピラートル・ド・ロジェとピエール・ロマン
  - 状況： 係留していない熱気球による史上初の有人飛行を行ったピラートル・ド・ロジェ（英語版）はピエール・ロマンを伴いモンゴルフィエ兄弟の開発したロジェ気球でイギリス海峡の横断を試みたが、上空で気球が爆発し二人とも事故死する。2人は熱気球の事故で死亡した最初の犠牲者であり、記録に残る最も古い有人飛行中の航空事故である[1]。

### 1908年

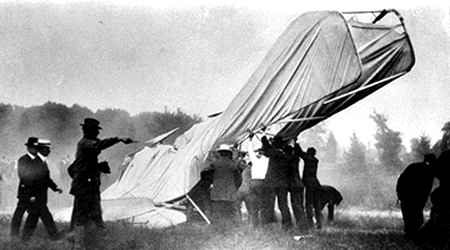
墜落したライトフライヤー（1908年9月17日）

- 1908年9月17日
  - 機種： ライトフライヤー
  - 死者： トーマス・セルフリッジ（英語版）陸軍中尉
  - 状況： バージニア州アーリントン郡の陸軍基地フォート・マイヤー（英語版）でオーヴィル・ライトが操縦するライトフライヤーがデモフライト中に墜落。同乗していたセルフリッジが死亡。世界初の固定翼機による死亡事故であり、セルフリッジは初の犠牲者となった。

### 1919年
- 1919年7月21日
  - 便名： グッドイヤー ウィングフット・エア・エクスプレス（飛行船）
  - 機種： グッドイヤー タイプFD
  - 死者： 乗員乗客5人中3人と地上の10人が死亡。
  - 詳細： 「ウィングフット・エア・エクスプレス墜落事故」を参照。

## 1920年代

### 1922年
- 1922年4月7日
  - 便名： 1) グラン・エクスプレ・アエリアン (en)  クロイドン行き（機体記号：F-GEAD）、2) ダイムラーエアウェイズ パリ行き（機体記号：G-EAWO）
  - 機種： 1) ファルマン F.60 (en) 、2) デ・ハビランド DH.18 (en) 
  - 死者： 両機の乗員乗客7人全員が死亡。
  - 状況： パリ北方を飛行中の2機の民間定期旅客機が空中衝突。双方の乗員乗客全員が死亡。歴史上初めて発生した民間旅客機による空中衝突事故[2]。

### 1927年
- 1927年8月10日 - 8月19日
  - 機種： ロッキード ベガなど合計6機
  - 死者： 死者3人、行方不明者7人。
  - 状況： カリフォルニア州・オークランドをスタートしてハワイ州・ホノルルに向かう長距離エアレース「ドール・エアダービー」において参加15機中、まず3機がスタート前に墜落して3名が死亡、4機が何らかの事情によってリタイアした。スタートした8機の内、2機が離陸中に墜落、幸いにも死者は出なかったが無事にスタートした6機の内、2機が途中棄権、もう2機が遭難してしまい、無事にゴール出来たのは残りの2機だけだった。更に遭難した2機を捜索した途中棄権の1機も遭難してしまい計3機が遭難、乗員の7名が行方不明になるなど大惨事になってしまった。[3]
- 1927年8月22日
  - 便名： KLMオランダ航空 ロッテルダム行き（機体記号：H-NADU）[4]
  - 機種： フォッカー F.VIII（英語版）
  - 死者： 乗員乗客11人中1人が死亡。
  - 状況： ロンドン郊外にあるクロイドン空港を離陸直後、ラダーと尾部垂直安定板が分離したため、操縦が困難となり墜落した。
  - 詳細： 「1927年KLMオランダ航空フォッカー F.VIII墜落事故」を参照。
- 1927年9月7日
  - 便名： オールド・グローリー号
  - 機種： フォッカー F.VII
  - 死者： 乗員3人全員が死亡。
  - 状況： アメリカからイタリアへの無着陸飛行に挑戦したが、離陸翌日に遭難信号を発信し行方不明となった。
  - 詳細： 「オールド・グローリー (航空機)」を参照。

### 1928年
- 1928年5月25日
  - 便名： イタリア号
  - 機種： イタリア（半硬式飛行船）
  - 死者： 乗員16人中8人が死亡。
  - 状況： 飛行船での探検飛行による北極点到達後、ノルウェーのニーオーレスンへの帰還途中に高度が保てなくなり墜落、直後に飛行船の操縦キャビンが氷塊に衝突し船体から外れたため、乗員の一部が氷上に取り残された。気嚢側に取り残された6人は行方不明となり、生存した8人は7月12日までに救助された。
  - 詳細： 「イタリア墜落事故」を参照。

## 1930年代

### 1930年
- 1930年1月19日
  - 便名： トランスコンチネンタルエアトランスポート 7便
  - 機種： フォード 5-AT-C トライモーター
  - 死者： 乗員乗客16人全員が死亡[5]。
  - 状況： エンジントラブルでカリフォルニア州オーシャンサイド近郊に墜落。
- 1930年10月5日
  - 機種： ロイヤル・エアシップ・ワークス（英語版） R101（硬式飛行船）
  - 死者： 乗員乗客54人中48人が死亡。
  - 状況： 処女飛行でイギリスからイギリス領インド（現在のパキスタン）のカラチに向かう途中、パリ近郊のボーヴェに墜落・炎上した。
  - 詳細： 「R101墜落事故」を参照。

### 1931年
- 1931年11月19日
  - 便名： 中国航空公司
  - 機種： スチンソン デトロイター SM-1F（英語版）
  - 死者： 乗員乗客3人全員が死亡。
  - 状況： 南京から北京に向かう途中、霧で視界を見失って済南近郊の開山に激突。乗客で詩人・散文家の徐志摩が犠牲となった。

### 1935年
- 1935年5月18日
  - 便名： 1) ソビエト連邦 マクシム・ゴーリキー号（機体記号：CCCP-I20）、2) ソ連空軍 戦闘機[6]
  - 機種： 1) ツポレフ ANT-20、2) ポリカルポフ I-5[6]
  - 死者： 両機の乗員乗客36人全員と地上の9人が死亡[6]。
  - 状況： デモンストレーション飛行のためモスクワ上空を飛行していた際、僚機のI-5がANT-20の至近で宙返りしたため、接触して墜落した[6]。
  - 詳細： 「ANT-20 (航空機)#運用」を参照。

### 1937年
- 1937年5月6日
  - 便名： ドイツ飛行船運輸 (DELAG) ヒンデンブルク号
  - 機種： ツェッペリン LZ 129（硬式飛行船）
  - 死者： 乗員乗客97人中35人と地上の1人が死亡。
  - 詳細： 「ヒンデンブルク号爆発事故」を参照。
- 1937年11月16日
  - 便名： サベナ航空 便名不明（機体記号：OO-AUB）[7]
  - 機種： ユンカース Ju-52/3mge[7]
  - 死者： 乗員乗客11人全員が死亡。
  - 状況： ベルギーのオーステンデ郊外で墜落。旧ヘッセン＝ダルムシュタット大公のゲオルグ・ドナトゥス一家が巻き込まれた。

### 1938年
- 1938年1月11日
  - 便名： パンアメリカン航空 “サモアン・クリッパー”
  - 機種： シコルスキー S-42B[8]
  - 死者： 乗員7人全員が死亡。
  - 状況： 調査飛行のために訪れたアメリカ領サモアのパゴパゴを離陸直後にオイル漏れが発生した。パゴパゴに戻るため燃料投棄を行っていたところ、投棄中の燃料が発火して空中爆発した。
- 1938年2月5日
  - 機種： ソビエト連邦 SSSR-V6 オソアヴィアヒム（半硬式飛行船）
  - 死者： 乗員19人中13人が死亡。
  - 状況： ムルマンスクへの飛行中、ムルマンスクの南280キロメートルにあるカンダラクシャ近郊の高地に衝突し墜落した。
  - 詳細： 「SSSR-V6 オソアヴィアヒム墜落事故」を参照。
- 1938年7月28日
  - 便名： パンアメリカン航空 “ハワイ・クリッパー”
  - 機種： マーチン M-130
  - 死者： 乗員乗客15人全員が死亡。
  - 状況： グアムからマニラに向かっていた旅客飛行艇が失踪。機体は発見されなかったが、フィリピン近海で炎上して墜落する飛行物体が目撃されており、なんらかの機械トラブルに遭遇したと見られている。一方で現場海域が当時日本の国際連盟委任統治領であった南洋群島に近かったことから、大日本帝国海軍が関与したという陰謀説が主張されており、ロナルド・W・ジャクソンによる著書『消された飛行艇』（1980年発表）では、日本が航空技術獲得のためにハイジャックしたなどと想像している。

## 1940年代

### 1941年
- 1941年2月26日
  - 便名： イースタン航空 21便
  - 機種： ダグラス DST-318A[9]
  - 死者： 乗員乗客16人中8人が死亡[9]。
  - 状況： アトランタ空港への着陸に向けて降下中に墜落。事故機にはイースタン航空社長も搭乗していたが無事だった。
- 1941年12月1日
  - 便名： 中華航空[注 1] 上海号
  - 機種： ダグラス DC-3
  - 死者： 乗員乗客18人中16人が死亡。
  - 状況： 台北飛行場から南京国民政府の広東へ向けて飛行していたが、機体故障により恵陽県の獅朝洞高地に不時着しようとしたものの激突して大破した。
  - 詳細： 「上海号不時着事件」を参照。

### 1942年
- 1942年1月16日
  - 便名： トランスコンチネンタル・アンド・ウエスタン・エア 3便
  - 機種： ダグラス DC-3-382[10]
  - 死者： 乗員乗客22人全員が死亡。
  - 状況： ニューヨーク発ロサンゼルス行きの国内線が、最終給油地のラスベガスを離陸後間もなく近郊の山腹に墜落。俳優クラーク・ゲーブルの妻で女優のキャロル・ロンバードが母と共に巻き込まれた。
- 1942年10月23日
  - 便名： 1) アメリカン航空 28便、2) アメリカ陸軍航空軍 実務機（機体記号：41-38116）[11]
  - 機種： 1) ダグラス DC-3-178[12]、2) ロッキード B-34 ヴェンチュラ IIA[11]
  - 死者： アメリカン航空機の乗員乗客12人全員が死亡[12]。
  - 状況： 陸軍機の機長が偶々友人だったアメリカン航空機の副操縦士の気を引こうとして接近したところ、誤ってアメリカン航空機の後尾部分に接触、同機は機体制御を失いカリフォルニア州チノキャニオン付近に墜落した。陸軍機は無事だった。

### 1946年
- 1946年1月31日
  - 便名： ユナイテッド航空 14便
  - 機種： ダグラス DC-3-194H[13]
  - 死者： 乗員乗客21人全員が死亡。

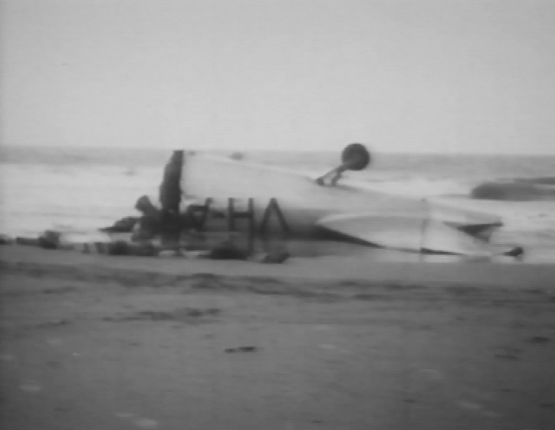
ダーウェント川のアンセット航空C-47機の残骸

  - 状況： ショートカットのため航空路を操縦乗員が無許可で逸脱。充分な高度を取っていなかったためワイオミング州エルクマウンテンの山頂から340フィート下に激突して墜落した。
- 1946年3月10日
  - 便名： アンセット航空 便名不明（機体記号：VH-AET）
  - 機種： ダグラス C-47 DL[14]
  - 死者： 乗員乗客25人全員が死亡。
  - 状況： ホバートからメルボルンに向かうオーストラリア国内便が、不適切な操縦のために離陸直後にダーウェント川河口に墜落。2007年にガルーダ・インドネシア航空200便墜落事故が起きるまで、オセアニアでは最も重大な航空事故とされた。

### 1947年
- 1947年1月26日
  - 便名： KLMオランダ航空 便名不明（機体記号：PH-TCR）[15]
  - 機種： ダグラス DC-3C[15]
  - 死者： 乗員乗客22人全員が死亡。
  - 状況： アムステルダム発ストックホルム行きの国際線が、給油地のコペンハーゲンを離陸直後に失速して墜落。当時のスウェーデン皇太子の長子で、現国王の父に当たるヴェステルボッテン公グスタフ＝アドルフ王子や、アメリカの女優でアカデミー賞にノミネートされていたグレース・ムーアが巻き込まれた。
  - 詳細： 「1947年KLMオランダ航空ダグラス DC-3コペンハーゲン墜落事故」を参照。
- 1947年5月30日
  - 便名： イースタン航空 605便
  - 機種： ダグラス C-54B-15-DO[16]
  - 死者： 乗員乗客53人全員が死亡。
  - 状況： ボルチモアへ向けて下降中、突然垂直降下した上に反転して墜落。偶然後方に民間航空委員会(CAB)の事故調査官が搭乗した機が飛行しており、一部始終を目撃したが、事故原因は解明出来なかった。

### 1948年
- 1948年1月30日
  - 便名： ブリティッシュ・サウスアメリカン航空 (BSAA) “スター・タイガー”[17]
  - 機種： アブロ 688 チューダー 1[17]
  - 死者： 乗員乗客31人全員が死亡[17]。
  - 状況： アゾレスからバミューダに向けて大西洋横断飛行をしていた旅客機がバミューダ近海で失踪。失踪した地点が「バミューダトライアングル」と呼ばれる海域であることから、ミステリアスな状況で消えた航空機の1つとされている。しかし実際には強い向かい風を避けるために低空飛行したが、風に流され航路を外れて自機の位置確認が出来なくなり、バミューダの手前で電波誘導を依頼したところで通信が途絶しており、燃料切れで海上に墜落した可能性があるという[18]。
- 1948年7月4日
  - 便名： 1) スカンジナビア航空 “Agnar Viking”、2) イギリス空軍（機体記号：MW248）
  - 機種： 1) ダグラス DC-6、2) アブロ アブロ ヨーク C.1
  - 死者： 両機の乗員乗客39人全員が死亡。
  - 詳細：「1948年ノースウッド空中衝突事故」を参照。

### 1949年
- 1949年1月17日
  - 便名： ブリティッシュ・サウスアメリカン航空 (BSAA) “スター・エリエル”[19]
  - 機種： アブロ 688 チューダー 4B[19]
  - 死者： 乗員乗客20人全員が死亡[19]。
  - 状況： バミューダからジャマイカのキングストンに向けて離陸した旅客機が大西洋上で失踪。失踪したのが前年と同じ航空会社、同じ機種の旅客機であり、さらに同じ「バミューダトライアングル」付近であったため、こちらもミステリアスな事件とされている。
- 1949年5月4日
  - 便名： Avio Linee Italiane 便名不明（機体記号：I-ELCE）[20]
  - 機種： フィアット G.212CP[20]
  - 死者： 乗員乗客31人全員が死亡。
  - 状況： リスボンからトリノへ着陸寸前に視界不良からコントロールを誤って郊外のスペルガ聖堂に激突、ACトリノの選手・監督・スタッフ23人が巻き込まれた。
  - 詳細： 「スペルガの悲劇」を参照。
- 1949年10月28日
  - 便名： エールフランス 便名不明（機体記号：F-BAZN）[21]
  - 機種： ロッキード L-749-79-46 コンステレーション[21]
  - 死者： 乗員乗客48人全員が死亡。
  - 状況： アゾレス諸島で着陸に失敗し墜落。ボクシングミドル級チャンピオンのマルセル・セルダン、天才バイオリニストと呼ばれたジネット・ヌヴーが巻き込まれた。
  - 詳細： 「1949年エールフランスロッキード コンステレーション墜落事故」を参照。

## 1950年代

### 1950年
- 1950年3月12日
  - 便名： フェアフライト (en)  チャーター便（機体記号：G-AKBY）[22]
  - 機種： アブロ 689 チューダー 5[22]
  - 死者： 乗員乗客83人中80人が死亡。
  - 状況： アイルランドのダブリンからウェールズのランドウに向かっていたラグビーチーム「ウェルシュ」のサポーターを乗せた臨時便が、着陸の最終段階で失速し墜落。事故原因は規定よりも乗客が6人多く、機内の重量配分がアンバランスであったため失速したとされた。
- 1950年6月23日[23]
  - 便名： ノースウエスト・オリエント航空 2501便
  - 機種： ダグラス DC-4
  - 死者： 乗員乗客58人全員が死亡。
  - 詳細： 「ノースウエスト航空2501便墜落事故」を参照。
- 1950年8月31日
  - 便名： トランス・ワールド航空 903便
  - 機種： ロッキード L-749A コンステレーション[24]
  - 死者： 乗員乗客55人全員が死亡。
  - 状況： カイロ空港を離陸後、ベアリングに欠陥があったためエンジン火災を起こし砂漠上に墜落。
  - 詳細： 「トランス・ワールド航空903便墜落事故」を参照。

### 1951年
- 1951年6月30日
  - 便名： ユナイテッド航空 610便
  - 機種： ダグラス DC-6
  - 死者： 乗員乗客50人全員が死亡。
  - 状況： ソルトレイクシティからデンバーへ飛行中、シャイアンのVORで進路変更の角度を誤り、クリスタル山に激突。

### 1952年
- 1952年4月11日
  - 便名： パンアメリカン航空 526A便
  - 機種： ダグラス DC-4
  - 死者： 乗員乗客69人中52人が死亡。
  - 状況： プエルトリコのサンフアンを離陸後、4機のエンジンの内2機が停止したため引き返したが、途中で海上に緊急着水。機体がわずか3分で水没したため多くの乗客が溺死した。この事故が教訓となり、定期旅客便では離陸前に必ず緊急着水時用のライフジャケットと救命いかだの説明をするようになった。
  - 詳細： 「パンアメリカン航空526便不時着水事故」を参照。
- 1952年4月29日
  - 便名： パンアメリカン航空 202便
  - 機種： ボーイング 377 ストラトクルーザー 10-26[25]
  - 死者： 乗員乗客50人全員が死亡。
  - 詳細： 「パンアメリカン航空202便墜落事故」を参照。
- 1952年5月26日
  - 便名： 英国海外航空 (BOAC) 便名不明（機体記号：G-ALDN）[26]
  - 機種： ハンドレページ HP.81 ハーミーズ IV[26]
  - 死者： 乗員乗客18人中1人が死亡。
  - 状況： リビアからナイジェリアに向かっていた旅客機が航路を逸脱し、迷走の上燃料枯渇によりモーリタニアのサハラ砂漠に不時着した。不時着時には全員が生存しており、救助を待つためにオアシスに向かったが、頭部を負傷していた副操縦士がオアシスで死亡した[27]。

### 1953年
- 1953年5月2日
  - 便名： 英国海外航空 (BOAC) 783便
  - 機種： デ・ハビランド DH-106 コメット1
  - 死者： 乗員乗客43人全員が死亡。
  - 詳細： 「英国海外航空783便墜落事故」および「コメット連続墜落事故」を参照。
- 1953年7月12日
  - 便名： トランスオーシャン航空 (en) [注 2] 512便[28]
  - 機種： ダグラス DC-6
  - 死者： 乗員乗客58人全員が死亡。
  - 状況： グアムからカリフォルニア州オークランドに向かうチャーター便が、経由地のウェーク島から離陸2時間後に太平洋へ墜落。事故原因は不明。
- 1953年9月1日
  - 便名： エールフランス 178便
  - 機種： ロッキード L-749A コンステレーション[29]
  - 死者： 乗員乗客42人全員が死亡。
  - 状況： アルプス山脈のシメ山に激突[29]。来日の途上にあった世界的バイオリニストのジャック・ティボーが秘蔵の名器ストラディバリウスと共に巻き込まれた。
  - 詳細： 「エールフランス178便墜落事故」を参照。
- 1953年10月29日
  - 便名： 英連邦太平洋航空 (BCPA) 304便
  - 機種： ダグラス DC-6
  - 死者： 乗員乗客19人全員が死亡。
  - 詳細： 「英連邦太平洋航空304便墜落事故」を参照。

### 1954年
- 1954年1月10日
  - 便名： 英国海外航空 (BOAC) 781便
  - 機種： デ・ハビランド DH-106 コメット1
  - 死者： 乗員乗客35人全員が死亡。
  - 詳細： 「英国海外航空781便墜落事故」および「コメット連続墜落事故」を参照。
- 1954年4月8日
  - 便名： 南アフリカ航空 201便
  - 機種： デ・ハビランド DH-106 コメット1
  - 死者： 乗員乗客21人全員が死亡。
  - 詳細： 「南アフリカ航空201便墜落事故」および「コメット連続墜落事故」を参照。
- 1954年9月5日
  - 便名： KLMオランダ航空 633便
  - 機種： ロッキード L-1049C-55-81 スーパーコンステレーション
  - 死者： 乗員乗客56人中28人が死亡。
  - 詳細： 「KLMオランダ航空633便墜落事故」を参照。

### 1955年
- 1955年10月6日
  - 便名： ユナイテッド航空 409便
  - 機種： ダグラス DC-4
  - 死者： 乗員乗客66人全員が死亡。
  - 詳細： 「ユナイテッド航空409便墜落事故」を参照。

### 1956年
- 1956年6月20日
  - 便名： アエロポスタル・ベネズエラ (Linea Aeropostal Venezolana)  253便[30][注 3]
  - 機種： ロッキード L-1049E-55 スーパーコンステレーション[30]
  - 死者： 乗員乗客74人全員が死亡[30]。
  - 状況： ニューヨークからカラカスに向かっていたが、ニュージャージー沖に墜落。レシプロエンジンが過回転を起こし破損、火災が発生したことが原因。
- 1956年6月30日
  - 便名： 1) ユナイテッド航空 718便、2) トランス・ワールド航空 2便
  - 機種： 1) ダグラス DC-7[31]、2) ロッキード L-1049-54-80 スーパーコンステレーション[32]
  - 死者： 両機の乗員乗客128人全員が死亡。
  - 詳細：「グランドキャニオン空中衝突事故」を参照。
- 1956年8月29日
  - 便名： カナダ太平洋航空 307便
  - 機種： ダグラス DC-6B
  - 死者： 乗員乗客22人中15人が死亡[33]。
  - 状況： 太平洋横断便である当該機が経由地のアラスカ州コールドベイへ着陸進入中に、向かい風で速度が低下していたにもかかわらず是正措置を取らなかったため空港手前に墜落。この事故で国連における任務から帰任途中の日本初の女性外交官であった山根敏子が殉職した。
- 1956年10月16日
  - 便名： パンアメリカン航空 6便[34]
  - 機種： ボーイング 377 ストラトクルーザー 10-29[34]
  - 死者： なし。
  - 詳細： 「パンアメリカン航空006便不時着水事故」を参照。
- 1956年11月27日
  - 便名： アエロポスタル・ベネズエラ (Linea Aeropostal Venezolana)  253便[35][注 4]
  - 機種： ロッキード L-749-79 コンステレーション[35]
  - 死者： 乗員乗客25人全員が死亡。
  - 状況： 着陸進入時の高度が低かったため、カラカスの東南東18キロメートルの山岳地帯に墜落した。犠牲者の中にはMLB・セントルイス・カージナルス在籍の野球選手チャーリー・ピート（英語版）とその家族も含まれていた。
- 1956年12月9日
  - 便名： トランス・カナダ航空 810-9便[36]
  - 機種： カナディア DC-4M2 ノース・スター（英語版）[36][注 5]
  - 死者： 乗員乗客62人全員が死亡[36]。
  - 状況： バンクーバーからカルガリーに向かっていたが、エンジン火災のために引き返す途中に失踪。翌年5月に山岳地帯で発見された。事故は高度を下げていたところ着氷もしくは乱気流などのために操縦不能になり岩壁に激突したと推定。

### 1957年
- 1957年3月14日
  - 便名： 英国欧州航空 (BEA) 411便
  - 機種： ビッカース 701 バイカウント
  - 死者： 乗員乗客20人全員と地上の2人が死亡。
  - 状況： アムステルダムからマンチェスターに向かっていた定期便が着陸直前に住宅街に墜落。原因は右翼フラップに装着されていたボルトの座金が工作不良のため疲労破壊し、フラップの誤作動を引き起こしたためであった。ターボプロップ旅客機として世界初の人身死亡墜落事故となった。
- 1957年3月17日
  - 便名： フィリピン空軍 大統領専用機[37]（機体記号：2100925）[38]
  - 機種： ダグラス C-47A-75-DL スカイトレイン[38]
  - 死者： 乗員乗客26人中25人が死亡。
  - 状況： フィリピンのマグサイサイ大統領が遊説先のセブから首都マニラへの帰途、搭乗するフィリピン空軍運航の大統領専用機が、離陸からおよそ40分後にセブ市北西35キロメートルのマヌンガル山山腹に墜落、大統領はじめ同行の教育長官・下院議員・空軍総司令官などの要人が犠牲となった。原因は離陸直後の上昇中に片方のエンジンのドライブシャフトが金属疲労により破損したことで必要な推力を得られなかったためと結論づけられたが、事故機は記録飛行時間が100時間未満の新造機だったことから様々な憶測を呼んだ。
- 1957年7月16日
  - 便名： KLMオランダ航空 844便[39]
  - 機種： ロッキード L-1049C-55-81 スーパーコンステレーション[39]
  - 死者： 乗員乗客68人中58人が死亡。
  - 状況： オランダ領イリアンジャヤ（現在のインドネシア）からアムステルダムに向かう定期便が、離陸直後にビアク島沖へ墜落した。原因は確定出来なかったが、パイロットが乗客へのサービスとして離陸したばかりの島の情景を見せるための低空飛行を行ったことが判明しており、夜間飛行で高度を誤認した可能性も指摘されている。
- 1957年8月15日
  - 便名： アエロフロート 103便[40]
  - 機種： イリューシン Il-14P
  - 死者： 乗員乗客23人全員が死亡。
  - 状況： ラトビア・リガからデンマーク・コペンハーゲンへ向かっていたが、デンマーク国内の煙突に衝突し海に墜落した。
- 1957年11月7日
  - 便名： パンアメリカン航空 7便
  - 機種： ボーイング 377 ストラトクルーザー 10-29[41]
  - 死者： 乗員乗客44人全員が死亡。
  - 詳細： 「パンアメリカン航空007便失踪事故」を参照。

### 1958年
- 1958年2月6日
  - 便名： 英国欧州航空 (BEA) 609便
  - 機種： エアスピード (en)  AS.57 アンバサダー2[42]
  - 死者： 乗員乗客44人中23人が死亡[42]。
  - 詳細： 「ミュンヘンの悲劇」を参照。
- 1958年4月21日
  - 便名： 1) ユナイテッド航空 736便、2) アメリカ空軍 練習機（機体記号：56-3755）[43]
  - 機種： 1) ダグラス DC-7、2) ノースアメリカン F-100F-5-NA スーパーセイバー
  - 死者： 両機の乗員乗客49人全員が死亡[43]。
  - 状況： ネバダ州上空で空中衝突し、両機とも墜落。民間航空路に日常的に侵入していた空軍が非難された。
  - 詳細: 「en:United Airlines Flight 736」を参照。
- 1958年5月18日
  - 便名： サベナ・ベルギー航空 便名不明（機体記号：OO-SFA）[44]
  - 機種： ダグラス DC-7C
  - 死者： 乗員乗客65人中61人が死亡[44]。
  - 状況： ベルギーからベルギー領コンゴ（現在のコンゴ民主共和国）に向かっていた旅客機が、エンジントラブルのためモロッコのカサブランカに緊急着陸しようとしたが、早朝の濃霧により滑走路を確認出来なかった。そのため着陸復行しようとしたが、着陸のためのフラップを出したままで速度を充分に出さない致命的なミスをしたため失速し地上に激突した。
- 1958年8月15日
  - 便名： アエロフロート 04便（機体記号：CCCP-Л5442）[45]
  - 機種： ツポレフ Tu-104A[45]
  - 死者： 乗員乗客64人全員が死亡。
  - 状況： モスクワ発ハバロフスク行きが、雷雲を避けるために4万フィート（1万2000メートル）へ上昇中に下降気流に巻き込まれ失速しチタ付近に墜落した。
  - 詳細： 「アエロフロート04便墜落事故」を参照。
- 1958年10月17日
  - 便名： アエロフロート 便名不明（機体記号：CCCP-42362）[46]
  - 機種： ツポレフ Tu-104A[46]
  - 死者： 乗員乗客80人全員が死亡。
  - 状況： 北京発モスクワ行きが、巡航高度で上昇旋回後の進路変更中に乱気流に巻き込まれ失速して墜落。機長が最後に報告した通信記録により、事故機は高高度での自動操縦による飛行では、突然の乱気流に対応することに難点があったことが判明し、8月の事故原因も同様であったとされた。そのため水平安定板の改良が行われた。なお、この事故で中国の作家・政治家の鄭振鐸が犠牲になった。

### 1959年
- 1959年2月3日
  - 便名： ドワイアー・フライング・サービス
  - 機種： ビーチクラフト ボナンザ
  - 死者： 乗員乗客4人全員が死亡。
  - 詳細： 「音楽が死んだ日」を参照。
- 1959年6月26日
  - 便名： トランス・ワールド航空 891便
  - 機種： ロッキード L-1649A スターライナー
  - 死者： 乗員乗客68人全員が死亡。
  - 状況： ギリシャからアメリカに向かっていた当該機が、経由地のミラノ空港を離陸後、空中爆発し墜落した。事故の原因は判明しなかったが、静電気もしくは落雷で右翼タンク内の気化燃料に引火して吹き飛ばされ、操縦不能になり墜落したと推定されている。
- 1959年6月26日
  - 便名： ブラニフ航空 542便
  - 機種： ロッキード L-188 エレクトラ
  - 死者： 乗員乗客34人全員が死亡。
  - 詳細： ブラニフ航空542便事故（英語版）を参照。
- 1959年10月30日
  - 便名： ピードモント航空 349便
  - 機種： ダグラス C-47A-90-DL[47]
  - 死者： 乗員乗客27人中26人が死亡。
  - 詳細： 「ピードモント航空349便墜落事故」を参照。
- 1959年11月16日
  - 便名： ナショナル航空 967便
  - 機種： ダグラス DC-7B
  - 死者： 乗員乗客42人全員が死亡。
  - 詳細： 「ナショナル航空967便墜落事故」を参照。